# Chicago XXV
Chicago XXV is een muziekalbum uit 1998 van de Amerikaanse band Chicago. De band Chicago heeft een tijd gekend dat ze wereldberoemd was, daarna zakte de bekendheid ver weg, met af en toe nog een piek in de verkoop op de Amerikaanse en Japanse muziekmarkt. In 1998 was de band genoodzaakt muziek uit te geven op het eigen label, want Chicago was geheel uit de mode geraakt. Ook het componeren van nieuwe werken wilde niet meer zo vlotten en zo belandde Chicago in de studio om bewerkte kerstliedjes op te nemen. Chicago heeft zich na zijn succesvolle periode met onder meer romantische ballads weer gekeerd naar zijn oorspronkelijke muziek, meer jazz-gerelateerde popmuziek. Dit album, in eerste instantie voor de Japanse markt (waar de band in 1999 nog steeds populair was) kende dan ook verhoudingsgewijs veel blaaswerk; gelijk aan de periode rond het album Chicago V.
In 2003 kwam een herziene uitgave uit, met bonustracks en een andere volgorde en een andere titel: What it’s going to be, Santa.
Dat de muziek van Chicago niet overal meer gewaardeerd wordt blijkt uit het feit dat in 2007 de prijs voor dit album varieerde van 1,50 dollar (€ 1,00) tot 10 dollar (Amazon.com, 15 december 2007); in Europa is het album niet overal verkrijgbaar.

## Musici
- Robert Lamm, zang, toetsen;
- Jason Scheff - zang, toetsen, gitaar;
- Bill Champlin - zang, toetsen;
- Lee Loughnane - trompet;
- James Pankow - trombone;
- Walter Parazaider - saxofoon;
- Tris Imboden - drums

Aangevuld met studiomusici waaronder Roy Bittan (lid van de band van Bruce Springsteen.

## Liedjes
1. Little drummer boy
2. God rest Ye merry, gentlemen
3. Have yourself a merry little Christman
4. The Christmas song
5. O come all ye faithful
6. Child's prayer
7. Feliz Navidad
8. Santa Claus is coming to town
9. Christmas time is here
10. Let it snow! Let it snow! Let it snow!
11. What child is this
12. White Christmas
13. Silent night
14. One little candle